# Edith Heard
Edith Heard   (Londres, 5 de març de 1965) FRS MAE és una investigadora britànica en epigenètica. És professora al Collège de France, ocupa la càtedra d’epigenètica i memòria cel·lular i és directora general del Laboratori Europeu de Biologia Molecular (EMBL) des del gener de 2019. Des del 2010 fins al 2018, Heard va ser la directora del departament de genètica i biologia del desenvolupament de l’ Institut Curie (París), França. Heard es destaca pels seus estudis sobre la inactivació del cromosoma X.

## Educació
Heard es va graduar amb una llicenciatura en Arts Llicenciatura en Ciències Naturals (Genètica) de la Universitat de Cambridge com estudiant de Emmanuel College, Cambridge, on es va graduar el 1986. Va rebre un doctorat a l’ Imperial College London per investigar l’amplificació gènica en cèl·lules de rata el 1990 mentre treballava al Laboratori del Fons de Recerca del Càncer Imperial de Londres, Regne Unit.

## Carrera i recerca
Les principals àrees d’investigació de Heard inclouen la genètica, l’ epigenètica i la biologia del desenvolupament, sobretot en la inactivació del cromosoma X, que es produeix quan s'inactiva una de les dues còpies dels cromosomes X en mamífers femenins. Heard i els seus col·legues van confirmar que la inactivació del cromosoma X no es produeix una vegada, sinó dues vegades, durant el desenvolupament: primer en totes les cèl·lules designades per construir la placenta i després en algunes cèl·lules enviades per construir l'embrió.
Heard ha estat professora al Collège de France, ocupant la Càtedra d’Epigenètica i Memòria Cel·lular i, des del 2010, és directora del departament de Genètica i Biologia del Desenvolupament de l’ Institut Curie de París, França.
El juny de 2017, es va anunciar el nomenament de Heard com a cinquena directora general del Laboratori Europeu de Biologia Molecular, i el seu mandat estava previst per començar el gener de 2019.

### Distincions i guardons
El 2017, Heard va ser guardonada amb el Inserm Gran Premi pel seu treball sobre epigenètica. El 2013 va ser escollida Membre de la Royal Society (FRS) en reconeixement dels seus descobriments en epigenètica. 
| « | Heard ha fet diversos descobriments innovadors en epigenètica, a través dels seus estudis sobre la inactivació del cromosoma X, el procés de compensació de la dosi en mamífers. Heard va desenvolupar poderoses tècniques monocel·lulars que permetien analitzar embrions vius i fixos i cèl·lules mare embrionàries. Això va conduir a un dels seus principals descobriments, mostrant que la inactivació X és un procés altament dinàmic durant la primera embriogènesi i revela diferències importants en les estratègies d'inactivació X en diferents mamífers, des del ratolí fins a l'home. Heard també ha realitzat un treball pioner revelant que, a més de modificacions epigenètiques, l'organització del cromosoma i la compartimentació nuclear són actors importants en la iniciació i manteniment de la inactivació de X. | » |

El 2011, Heard va rebre el 2011 el Gran Premi de la Fundació per a la Recerca Mèdica. El 2009, va rebre el Prix Jean Hamburger. El 2005, Heard va ser un guardonat amb el premi FSER. Heard és membre de l'EMBO des del 2005 i va guanyar el premi Suffrage Science el 2012.